# Ranunculus kykkoensis
Ranunculus kykkoensis är en ranunkelväxtart som beskrevs av Robert Desmond Meikle. Ranunculus kykkoensis ingår i släktet ranunkler, och familjen ranunkelväxter. Inga underarter finns listade i Catalogue of Life.